# 当头寺
当头寺，位于中国青海省玉树县巴塘乡当头村，为第六批青海省文物保护单位，公布日期为1998年12月22日，类型为古建筑。
当头寺的历史年代为清。